# Нгарка-Табъяха
Нгарка-Табъяха (устар. Арка-Таб-Яха) — река в России, протекает по территории Пуровского и Надымского районов Ямало-Ненецком автономного округа. Устье реки находится в 53 км от устья Табъяхи по правому берегу. Длина реки — 226 км, площадь водосборного бассейна — 3940 км².

## Притоки
(указано расстояние от устья)
- 9 км: Павортахарвута (пр)
- 32 км: Нюдя-Танголава (пр)
- 38 км: Ярэйяха (л)
- 48 км: Нгарка-Танголава (пр)
- 52 км: Хараседэяха (пр)
- 71 км: Мунутоседа-Яха (л)
- 95 км: Харвута (л)
- 98 км: Нгаркахарвута (л)
- 117 км: Сэръёсэрхарвута (пр)
- 118 км: Табъяхатарка (л)
- 125 км: Седэтарка (пр)
- 161 км: река без названия (л)
- 167 км: Хасрётотарка (пр)
- 198 км: река без названия (л)
- 204 км: Пырейяха (пр)

## Данные водного реестра
По данным государственного водного реестра России относится к Нижнеобскому бассейновому округу, водохозяйственный участок реки — Пур. Речной бассейн реки — Пур.
Код объекта в государственном водном реестре — 15040000112115300062071.